# 饮马河站
饮马河站是位于吉林省九台市饮马河镇的一个铁路车站，邮政编码130503。车站建于1914年，有长图铁路经过该站，现仅办理货运业务，不办理客运业务，车站及其上下行区间均未电气化。车站距离长春站43公里，原隶属沈阳铁路局管辖，是四等站。2010年4月被拆除。